# Daina Urbanavičienė
Daina Urbanavičienė (* 4. April 1976) ist eine litauische Kulturmanagerin und liberale Politikerin, Vizeministerin der Kultur.

## Leben
Daina Urbanavičienė wurde in einer Musikerfamilie geboren.
Von 1982 bis 1988 lernte sie an der Mittelschule Viršuliškės, später am Vilnius Gabijos-Gymnasium Vilnius, das sie 1994 erfolgreich abschloss. Sie hatte aktive Teilnahme an schulischen und außerschulischen Aktivitäten. Daina Urbanavičienė absolvierte die Kindermusikschule der Litauischen Akademie für Musik und Theater und besuchte die Wirtschaftsschule für Schüler.
Von 1994 bis 1998 absolvierte sie das Bachelorstudium der Geschichte, von 1998 bis 2000 das Masterstudium der Geschichtstheorie und Kulturgeschichte an der Fakultät für Geschichte der Universität Vilnius und von 2006 bis 2008 den UNESCO-Master-Studiengang Kulturmanagement und Kulturpolitik (Management and Business Administration) an der Kunstakademie Vilnius (VDA). Ab 2019 war sie Doktorandin an der Lietuvos muzikos ir teatro akademija in der litauischen Hauptstadt Vilnius.
Von 2007 bis 2010 arbeitete sie als Leiterin der Abteilung für Sonderveranstaltungen und Programme bei Vilnius – Kulturhauptstadt Europas 2009.
Ab 2010 war sie Leiterin der Projektabteilung der VDA, verantwortlich für die Initiierung und Durchführung von internationalen und nationalen Projekten, Strukturfondsprojekten der Europäischen Union. Ab 2016 war sie Kultusbotschafterin der europäischen Kulturhauptstadt Kaunas 2022.
Ab 2010 war sie Vorstandsmitglied des Verbandes der Kreativ- und Kulturwirtschaft. Sie war verantwortlich für die Förderung der Entwicklung der Kreativ- und Kulturwirtschaft, die Gestaltung des professionellen kulturellen Images Litauens, die Zusammenführung von Künstlern, Kunst- und Kreativorganisationen, Vertretern der Kreativwirtschaft, Wissenschaft und Bildung für gemeinsame Aktivitäten.
2012 war sie Kommunikationskoordinatorin des Programmprojekts „Litauische Museumsstraße“. Ab 2018 lehrte sie als Lektorin am Kolleg Vilnius und an der Kunstakademie Vilnius.
Von 2011 bis 2014 war sie Mitglied im Stadtrat von Vilnius, stellvertretende Vorsitzende des Ausschusses Bildung, Kultur und Sport.
Seit 2021 ist sie Vizeministerin am Kulturministerium Litauens, Vertreterin des Ministers Simonas Kairys im Kabinett Šimonytė.
Sie war Mitglied von Politinė partija "Sąjunga TAIP", geleitet von Artūras Zuokas.
Sie ist verheiratet und hat einen Sohn und eine Tochter.